# Лозновское сельское поселение (Волгоградская область)
Лозно́вское се́льское поселе́ние — муниципальное образование в Дубовском районе Волгоградской области, административный центр — село Лозное. 

## История
Лозновское сельское поселение образовано Законом Волгоградской области от 14 марта 2005 года № 1026-ОД «Об установлении границ и наделении статусом Дубовского района и муниципальных образований в его составе».

## Население
| 2010  | 2012  | 2013  | 2014  | 2015  | 2016  | 2017  |
| ----- | ----- | ----- | ----- | ----- | ----- | ----- |
| 1850  | ↘1820 | ↗1855 | ↗1888 | ↘1882 | ↘1869 | ↘1854 |
| 2018  | 2019  | 2020  | 2021  |       |       |       |
| ↘1824 | ↘1793 | ↘1771 | ↘1728 |       |       |       |

## Состав сельского поселения
| № | Населённый пункт | Тип населённого пункта       | Население |
| - | ---------------- | ---------------------------- | --------- |
| 1 | Бойкие Дворики   | хутор                        | 103       |
| 2 | Лозное           | село, административный центр | ↘1356     |
| 3 | Садки            | село                         | 303       |
| 4 | Спартак          | хутор                        | 88        |